# Premios Annie
Los Premios Annie son los galardones que entrega la International Animated Film Association (en español es la Asociación Internacional de Películas Animadas), afincada en Los Ángeles, California, desde el año 1972. Originalmente se crearon para premiar a filmes pertenecientes al campo de la animación. Pero con el paso del tiempo se han añadido nuevas categorías, llegando a premiar a productos televisivos y videojuegos.

## Ceremonia

### Fechas
Hasta el año 2002, la gala se celebraba en el mes de noviembre. Pero un año después, se pasó al mes de febrero. Como consecuencia del cambio, en el año 2002, no se entregaron, abarcando, eso si, 17 meses (en lugar de 12) la entrega del año 2003.

### Presentadores
De la ceremonia de entrega han sido:
- Grim Natwick (1972).
- Leonard Maltin (1996).
- Rob Paulsen, Maurice LaMarche (2000).
- Billy West (2001).
- Steve Marmel (2003, 2004).
- Tom Kenny (2005 - 2008, 2010).
- William Shatner (2009).
- Patton Oswalt (2011).
- Leonard Maltin, Rob Paulsen y Maurice LaMarche (2012).
- Patrick Warburton (2013).

### Lugar
La ceremonia siempre se ha celebrado en California, variando escasamente de recinto:
- Sportsmen's Lodge, Studio City (1972).
- ATAS Plaza Theatre (1992 - 1995).
- Pasadena Center, Pasadena (1996).
- Pasadena Civic Auditorium, Pasadena (1997).
- Alex Theatre, Glendale (1998 - 2006)
- Royce Hall, Universidad de California (2007 - actualidad).

## Categorías

### Producción
- Mejor película animada (desde el año 1992).
- Mejor producto animado lanzado directamente en DVD.
- Mejor corto animado.
- Mejor anuncio de TV animado.
- Mejor producción de TV animada.
- Mejor videojuego animado.

### Logro individual
- Mejores efectos animados.
- Mejor animación en un filme animado.
- Mejor animación en un producto televisivo animado.
- Mejor diseño en un filme animado.
- Mejor diseño en un producto televisivo animado.
- Mejor dirección en un filme animado.
- Mejor dirección en un producto televisivo animado.
- Mejor música en un filme animado.
- Mejor música en un producto televisivo animado.
- Mejor producción en un filme animado.
- Mejor producción en un producto televisivo animado.
- Mejor historia en un filme animado.
- Mejor historia en un producto televisivo animado.
- Mejor doblaje en un filme animado.
- Mejor doblaje en un producto televisivo animado.
- Mejor guion en un filme animado.
- Mejor guion en un producto televisivo animado.

### Jurado
- Premio June Foray.
- Premio Ub Iwerks.
- Premio Winsor McCay.
- Logro especial en animación.
- Certificado del mérito.

## Ceremonias
| Años |
| 1973· 1974· 1975· 1976· 1977· 1978· 1979· 1980· 1981· 1982· 1983· 1984· 1985· 1986· 1987· 1988· 1989· 1990· 1991· 1992· 1993· 1994· 1995· 1996· 1997· 1998· 1999· 2000· 2001· 2002· 2003· 2004· 2005· 2006· 2007· 2008· 2009· 2010· 2011· 2012· 2013· 2014· 2015· 2016· 2017· 2018· 2019· 2020· 2021· 2022· 2023· 2024· |